# 青雲寺 (白岡市)
青雲寺（しょううんじ）は、埼玉県白岡市にある真言宗智山派の寺院。

## 歴史
1192年（建久3年）、源頼朝の開基である。
寺紋が源氏由来の「笹竜胆」であること、白岡市の文化財に指定された阿弥陀如来像が平安時代末期の作であることから、頼朝ないしは源氏との何らかの繋がりを示唆している。
武蔵国埼玉郡戸賀崎村（現・埼玉県久喜市）の吉祥院の末寺である。
墓地には、地元の仏師・彫刻家である立川金禄の墓がある。

## 文化財
- 木造阿弥陀如来坐像（白岡市指定文化財 令和5年4月13日指定）[2]

## 交通アクセス
- 路線バス高台橋停留所より徒歩3分。